# Opération Bison
L'opération Bison est une opération militaire française qui s'est déroulée entre 1969 et 1972 au Tchad.
Elle voit l'engagement de 2 000 soldats français.

## Déroulé
À la fin de l'année 1970, la région du Borkou-Ennedi-Tibesti (BET) est la préoccupation première du commandement français, puisque l'aide libyenne aux rebelles ne fait que s'accentuer. Cela débouche sur une opération d'envergure destinée à assainir cette région afin de faciliter le maintien de l'armée tchadienne après le retrait des forces françaises. Elle est dirigée par le colonel Gagnaux, commandant le 6e régiment interarmes d'outre-mer (RIAOM), qui dispose de plus d'un millier d'hommes et de renforcements supplémentaires, d'appui aérien et de moyens de commandement. Elle se déroule du 11 janvier au 10 mars 1971 et sera reprise sous d'autres noms en octobre puis en février - mars 1972. La technique employée est celle de la contre-insurrection.
Même si les bandes rebelles ne sont pas détruites, le FROLINAT bénéficiant toujours d'un soutien libyen important, les forces franco-tchadiennes parviennent à ouvrir des itinéraires à la circulation et démontrent qu'aucune zone n'est hors d'atteinte de leur action. Parallèlement, l'intervention française a d'ores et déjà permis de rétablir l'autorité de l'État tchadien. En raison du volume important des pertes françaises, 50 morts en 3 ans, l'EMFT (état major franco-tchadien) est dissous et la présence française se réduit progressivement. Dès juillet 1971, le ministre français des Affaires étrangères Maurice Schumann se déclare en faveur du retrait des troupes françaises ; l'opération se termine en août 1972 lors de la visite du Président Pompidou au Tchad.

## Autres opérations militaires françaises au Tchad

### Précédente
- Opération Limousin (1969-1971), première opération militaire française après la guerre d'Algérie

### Suivantes
- Opération Tacaud (1978-1980)
- Opération Manta (1983-1984)
- Opération Épervier (1986-2014)